# Saint-Evroult-de-Montfort
Saint-Evroult-de-Montfort ist eine französische Gemeinde mit 359 Einwohnern (Stand: 1. Januar 2022) im Département Orne in der Region Normandie. Sie gehört zum Arrondissement Mortagne-au-Perche und zum Kanton Vimoutiers.
Nachbargemeinden sind Mardilly im Nordwesten, Chaumont im Norden, Le Sap-André im Nordosten, La Trinité-des-Laitiers im Osten, Cisai-Saint-Aubin im Südosten, Gacé im Süden, Résenlieu im Südwesten und Ménil-Hubert-en-Exmes im Westen.

## Bevölkerungsentwicklung
| Jahr      | 1962 | 1968 | 1975 | 1982 | 1990 | 1999 | 2008 | 2015 |
| --------- | ---- | ---- | ---- | ---- | ---- | ---- | ---- | ---- |
| Einwohner | 422  | 387  | 294  | 265  | 231  | 281  | 318  | 350  |